# Cristina de Mecklemburgo-Güstrow
Cristina de Mecklemburgo-Güstrow (en alemán, Christine von Mecklenburg-Güstrow; Güstrow, 14 de agosto de 1663-Gedern, 3 de agosto de 1749) fue una noble alemana de la Casa de Mecklemburgo y, por matrimonio, condesa de Stolberg-Gedern.
Fue la sexta de once hijos nacidos del matrimonio del duque Gustavo Adolfo de Mecklemburgo-Güstrow y de la princesa Magdalena Sibila de Holstein-Gottorp, hija a su vez del duque Federico III de Holstein-Gottorp. De sus diez hermanos mayores y menores, ocho sobrevivieron hasta la edad adulta: María (duquesa consorte de Mecklemburgo-Strelitz), Magdalena, Sofía (duquesa consorte de Wurtemberg-Oels), Carlos (príncipe heredero de Mecklemburgo-Güstrow), Eduvigis (duquesa consorte Sajonia-Merseburgo-Zörbig), Luisa (reina consorte de Dinamarca y de Noruega), Isabel (duquesa consorte de Sajonia-Merseburgo-Spremberg) y Augusta.
Fue trastatarabuela de la reina Victoria del Reino Unido.

## Biografía
El 14 de mayo de 1683, Cristina se casó en Güstrow con el conde Luis Cristián de Stolberg-Gedern (1652-1710), hijo segundo del conde Enrique Ernesto de Stolberg. Cristina fue la segunda esposa de Luis Cristián. Entre 1684 y 1705, tuvo 23 hijos en 19 embarazos (incluidos 4 pares de gemelos). De ellos, solo 11 sobrevivieron a la edad adulta:
- Gustavo Adolfo (nacido y muerto en Gedern el 17 de enero de 1684), príncipe heredero de Stolberg-Gedern.
- Una hija (nacida y fallecida en Gedern el 17 de enero de 1684), gemela de Gustavo Adolfo.
- Gustavo Ernesto (Gedern, 10 de marzo de 1685-ib., 14 de junio de 1689), príncipe heredero de Stolberg-Gedern.
- Federica Carlota (Gedern, 3 de abril de 1686-Laubach, 10 de enero de 1739), se casó el 8 de diciembre de 1709 con el conde Federico Ernesto de Solms-Laubach.
- Emilia Augusta (Gedern, 11 de mayo de 1687-Rossla, 30 de junio de 1730), se casó el 1 de octubre de 1709 con el conde Jost Cristián de Stolberg-Rossla (su primo hermano).
- Cristiana Luisa (Gedern, 6 de abril de 1688-ib., 11 de agosto de 1691).
- Albertina Antonia (Gedern, 15 de abril de 1689-ib., 16 de agosto de 1691).
- Carlos Luis (Gedern, 15 de abril de 1689-ib., 6 de agosto de 1691), príncipe heredero de Stolberg-Gedern, gemelo de Albertina Antonia.
- Gustavina Magdalena (Gedern, 6 de abril de 1690-ib., 22 de marzo de 1691).
- Cristián Ernesto (Gedern, 2 de abril de 1691 - Wernigerode, 25 de octubre de 1771), conde de Stolberg-Wernigerode;
- Cristina Leonor (Gedern, 12 de septiembre de 1692-Büdingen, 30 de enero de 1745), casada en Büdingen el 8 de agosto de 1708 con el conde Ernesto Casimiro I de Isenburg-Büdingen.
- Federico Carlos (Gedern, 11 de octubre de 1693-ib., 28 de septiembre de 1767), príncipe de Stolberg-Gedern.
- Ernestina Guillermina (Gedern, 29 de enero de 1695-Wächtersbach, 7 de mayo de 1759), casada en Wächtersbach; el 7 de diciembre de 1725 con el conde Fernando Maximiliano de Isenburg-Büdingen.
- Federica Luisa (Gedern, 20 de enero de 1696-ib., 24 de abril de 1697).
- Luis Adolfo (Gedern, 17 de junio de 1697-ib., 6 de enero de 1698).
- Enrique Augusto (Gedern, 17 de junio de 1697-Schwarza, 14 de septiembre de 1748), conde de Stolberg-Schwarza, gemelo de Luis Adolfo.
- Sofía Cristiana (Gedern, 17 de agosto de 1698-ib., 14 de junio de 1771), soltera.
- Fernanda Enriqueta (Gedern, 2 de octubre de 1699-Schönberg, Odenwald, 31 de enero de 1750), se casó el 15 de diciembre de 1719 con el conde Jorge Augusto de Erbach-Schönberg. Fernanda Enriqueta fue la tatarabuela de la reina Victoria del Reino Unido.
- Rodolfo Lebrecht (Gedern, 17 de septiembre de 1701-ib., 6 de abril de 1702).
- Luis Cristián (Gedern, 17 de septiembre de 1701-ib., 22 de noviembre de 1701), gemelo de Rodolfo Lebrecht.
- Augusta María (Gedern, 28 de noviembre de 1702-Herford, 3 de julio de 1768), fue una monja en Herford, creada princesa en 1742.
- Carolina Adolfina (Gedern, 27 de abril de 1704-ib., 10 de febrero de 1707).
- Filipina Luisa (Gedern, 20 de octubre de 1705-Philippseich, 1 de noviembre de 1744), casada el 2 de abril de 1725 con el conde Guillermo Mauricio II de Isemburgo-Philippseich.

Viuda desde 1710, la condesa Cristina murió el 3 de agosto de 1749.
- Datos: Q6205725
- Multimedia: Christina of Mecklenburg-Güstrow, Countess of Stolberg-Gedern / Q6205725